# Думка (жанр)
Думка — жанр (вид) невеликої медитативно-елегійної (журливої) поезії, іноді баладного змісту, який був поширений у творчості українських письменників-романтиків першої половини XIX ст. та використовувався ними на означення народних пісень такого ж змісту у тогочасних фольклорних збірниках, наприклад, розділ І у «Русалці Дністровій» — «Думи і думки», у Т. Шевченка — «Тече вода в синє море», «Думка» («Нащо мені чорні брови»), збірка А. Метлинського «Думки і пісні та ще дещо», у М. Шашкевича — «Думка» («Нісся місяць ясним небом»), цикл поезій «Думи та співи» М. Петренка та ін.
Жанрова назва «думка» поширилася в Україні з XIX ст. через близькі контакти з польською літературою (т. зв. українською школою в ній) та музикою. Вона вживалася тоді як авторське жанрове визначення частин лірико-оповідних музично-сценічних або інструментальних творів польських, українських та російських композиторів.
У літературі термін «думка» через свою нечіткість з часом використовувався рідко.
Водночас у музиці до жанру під цією назвою та пов'язуваних з ним українських мотивів продовжували звертатися різні композитори, як іноземні  — наприклад Антонін Дворжак (зокрема декілька з його «Слов'янських танців», а також тріо «Думки»), Леош Яначек, Богуслав Мартіну, Фридерик Шопен, Ференц Ліст, Петро Чайковський, — так і українських: Микола Лисенко, Василь Барвінський, Ярослав Барнич, Петро Терпилюк та інші.